# Babila, Syrien
Babila (arabiska ببيلا, Babīlā, alt. Babbila, Bebbila, Babella m.fl. stavningar) är en ort strax söder om Damaskus i Syrien. Den är administrativ huvudort för ett underdistrikt, nahiya, i provinsen Rif Dimashq. Befolkningen uppgick till 50 880 invånare vid folkräkningen 2004.